# 緩和 (NMR)
核磁気共鳴における緩和とは、磁化が外部磁場と平衡な熱平衡状態に戻ろうとする過程である。

## T1緩和
縦磁化が熱平衡状態に戻る速度は1/T1で表される。

## T2緩和
横磁化が熱平衡状態に戻る速度は1/T2で表される。